# باردین
باردین (به لاتین: Baredine) یک منطقهٔ مسکونی در کرواسی است که در شهرستان ایستریا واقع شده‌است. باردین ۱۶۶ متر بالاتر از سطح دریا واقع شده‌است.